# Селивановский район
Селива́новский райо́н — административно-территориальная единица (район) и муниципальное образование (муниципальный район) на востоке Владимирской области России.
Административный центр — посёлок городского типа Красная Горбатка.

## География
Расположен в междуречье реки Клязьмы и реки Оки, в бассейне реки Ушны, в 130 км от Владимира, в юго-восточной части Владимирской области. Граничит с Ковровским, Вязниковским, Муромским, Меленковским, Гусь-Хрустальным и Судогодским районами.

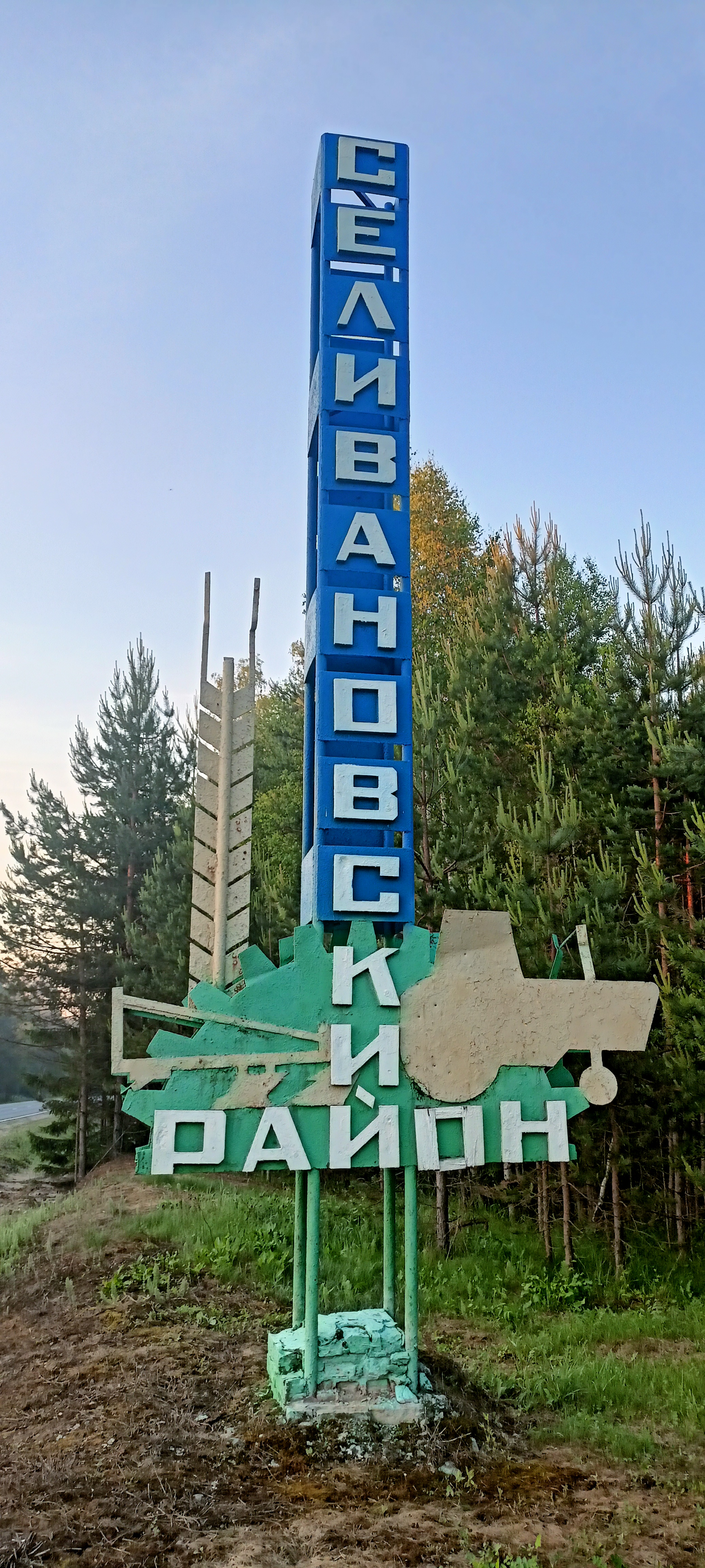

Площадь 1 388 км2 (12 место среди районов).
Природные ресурсы
Флора района насчитывает 745 видов сосудистых растений.

## История

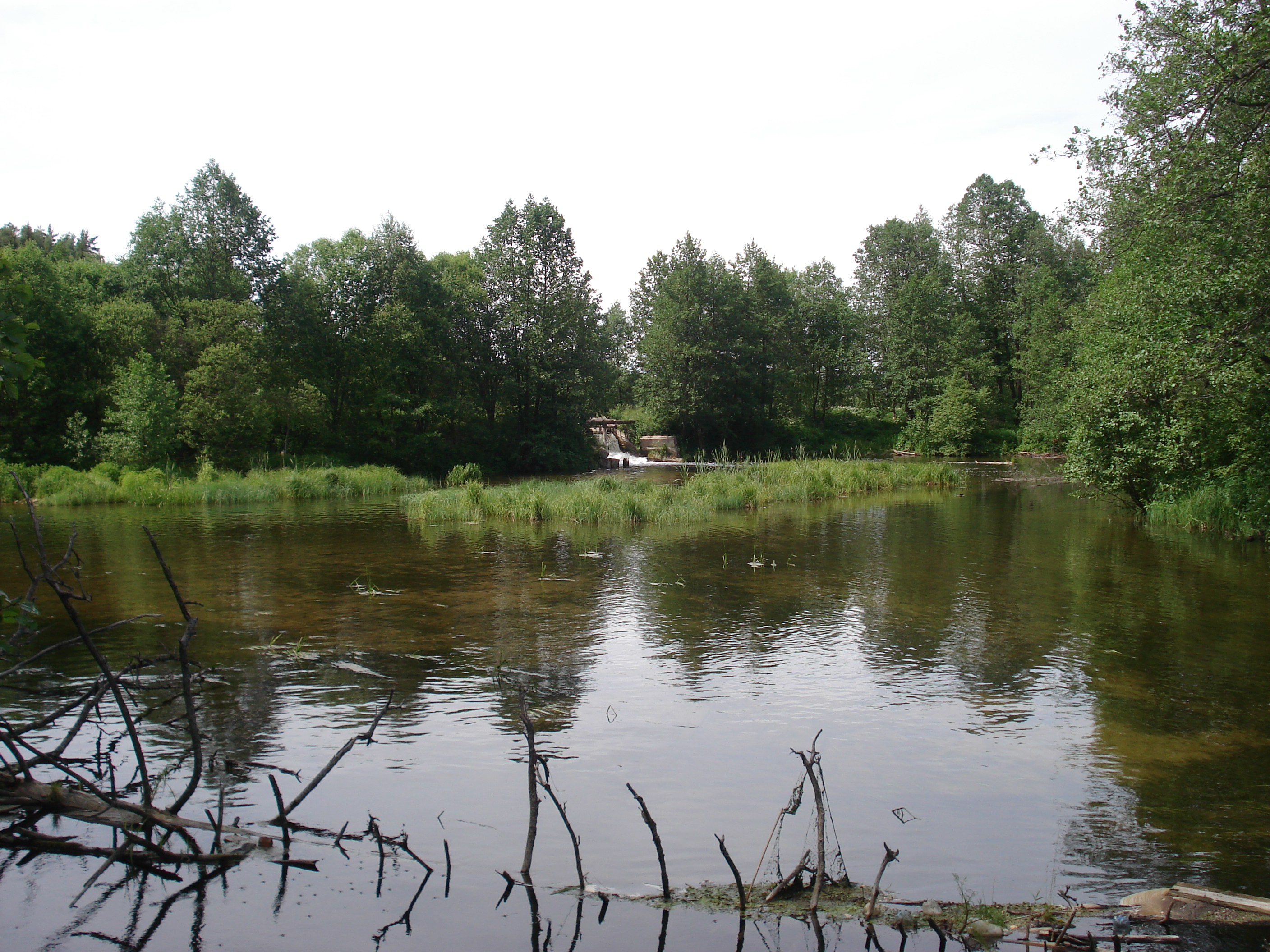
Река Колпь близ Тучково

- Район образован 10 апреля 1929 года с центром в посёлке при станции Селиваново в составе Владимирского округа Ивановской Промышленной области из части территорий упраздненных Владимирского, Вязниковского и Муромского уездов Владимирской губернии.
- На 1 января 1940 года в состав района входили 20 сельсоветов: Волосатовский, Горбатский, Гостенинский, Драчевский, Дубровский, Ивановский, Ильинский, Малышевский, Мичковский, Никулинский, Новлянский, Ново-Федоровский, Переложниковский, Селивановский, Скаловский, Талызинский, Черновский, Чертковский, Шульгинский, Юромский[4].
- В 1943 году посёлок Селиваново вошёл в состав посёлка Красная Горбатка, который становится центром района.
- С 14 августа 1944 года Селивановский район в составе Владимирской области.
- В 1954 году объединены сельсоветы: Волосатовский и Ильинский — в Волосатовский с/с, Черновский и Гостининский — в Надеждинский с/с, Новлянский и Шульгинский — в Новлянский с/с, Ивановский и Ново-Федоровский — в Молотовский с/с, Мичковский и Никулинский — в Никулинский с/с, Талызинский и Дубровский — в Талызинский с/с.
- В 1958 году посёлок им. Молотова переименован в посёлок Первомайский, Молотовский с/с — в Первомайский с/с.
- В 1960 году упразднен Юромский сельсовет с передачей его территории в состав Малышевского с/с.
- В 1961 году упразднен Никулинский сельсовет с передачей его территории в состав Драчевского с/с.
- В 1963 году Селивановский район был ликвидирован, его территория в составе 12 с/с (Андреевский, Волосатовский, Драчевский, Малышевский, Надеждинский, Новлянский, Переложниковский, Первомайский, Селивановский, Скаловский, Талызинский, Чертковский) вошла в Муромский сельский район.
- 12 января 1965 года образован Селивановский район (центр – рабочий посёлок Красная Горбатка) в составе 11 сельсоветов (Андреевский, Волосатовский, Драчевский, Малышевский, Надеждинский, Новлянский, Переложниковский, Первомайский, Селивановский, Скаловский, Чертковский).
- В 1979 году центр Скаловского с/с перенесен в деревню Копнино с переименованием сельсовета в Копнинский, образован Красноушенский с/с[5].
- На 1 января 1983 года в состав района входили 1 посёлок городского типа (Красная Горбатка) и 12 сельских советов: Андреевский, Волосатовский, Драчевский, Копнинский, Красноушенский, Малышевский, Надеждинский, Новлянский, Первомайский, Переложниковский, Селивановский, Чертковский.
- В 1998 году в результате реформы все сельские советы преобразованы в сельские округа.
- В 1999 году Андреевский сельсовет переименован в Высоковский.
- В соответствии с Законом от 27 августа 2002 года № 83-ОЗ[6] муниципальное образование посёлок Красная Горбатка было объединено с Селивановским районом (муниципальным образованием).
- В соответствии с Законом от 29 декабря 2004 года № 245-ОЗ[7] было образовано муниципальное образование посёлок Красная Горбатка, наделённое статусом городского округа.
- В соответствии с Законом Владимирской области от 13 мая 2005 года № 59-ОЗ[8], отменившим действие предыдущего закона, Селивановский район как муниципальное образование был наделён статусом муниципального района в составе 1 городского и 4 сельских поселений.

## Население
| 1929    | 1939    | 1959    | 1970    | 1979    | 1989    | 2002    | 2009    | 2010    |
| ------- | ------- | ------- | ------- | ------- | ------- | ------- | ------- | ------- |
| 51 186  | ↘44 310 | ↘36 819 | ↘30 332 | ↘26 366 | ↘24 767 | ↘21 330 | ↘19 105 | ↘18 610 |
| 2011    | 2012    | 2013    | 2014    | 2015    | 2016    | 2017    | 2018    | 2019    |
| ↘18 536 | ↘18 439 | ↘18 422 | ↗18 610 | ↘18 375 | ↘18 167 | ↘17 992 | ↘17 734 | ↘17 455 |
| 2020    | 2021    |         |         |         |         |         |         |         |
| ↘17 343 | ↘17 201 |         |         |         |         |         |         |         |

### Урбанизация
В городских условиях (пгт Красная Горбатка) проживают  46,5 % населения района.

### Национальный состав
По итогам переписи населения 2020 года проживали следующие национальности (национальности менее 0,1 % и другое, см. в сноске к строке «Другие»):
| Национальность | Численность, чел. | Доля     |
| -------------- | ----------------- | -------- |
| Русские        | 15 724            | 91,41 %  |
| Киргизы        | 122               | 0,71 %   |
| Армяне         | 83                | 0,48 %   |
| Узбеки         | 63                | 0,37 %   |
| Азербайджанцы  | 40                | 0,23 %   |
| Цыгане         | 27                | 0,16 %   |
| Украинцы       | 27                | 0,16 %   |
| Таджики        | 19                | 0,11 %   |
| Другие         | 1096              | 6,37 %   |
| Итого          | 17 201            | 100,00 % |

## Муниципально-территориальное устройство
В Селивановский район как муниципальный район входят 5 муниципальных образований, в том числе 1 городское и 4 сельских поселений:
| №        | Муниципальное образование | Административный центр | Количество населённых пунктов | Население | Площадь (км²) |
| -------- | ------------------------- | ---------------------- | ----------------------------- | --------- | ------------- |
| 1e-06    | Городское поселение:      |                        |                               |           |               |
| 1        | посёлок Красная Горбатка  | пгт Красная Горбатка   | 1                             | ↗7998     | 16.46         |
| 1.000002 | Сельские поселения:       |                        |                               |           |               |
| 2        | Волосатовское             | посёлок Новый Быт      | 12                            | ↗1635     | 283.38        |
| 3        | Малышевское               | село Малышево          | 38                            | ↘4295     | 595.00        |
| 4        | Новлянское                | деревня Новлянка       | 14                            | ↘2490     | 236.95        |
| 5        | Чертковское               | деревня Чертково       | 25                            | ↘783      | 256.30        |

## Населённые пункты
В районе 90 населённых пунктов:
| №  | Населённый пункт  | Тип                             | Население | Муниципальное образование |
| -- | ----------------- | ------------------------------- | --------- | ------------------------- |
| 1  | Алёшково          | деревня                         | ↘3        | Чертковское               |
| 2  | Андреевка         | деревня                         | ↘71       | Новлянское                |
| 3  | Бельково          | деревня                         | ↘15       | Новлянское                |
| 4  | Большое Григорово | деревня                         | ↘8        | Чертковское               |
| 5  | Большое Кольцово  | деревня                         | ↘12       | Малышевское               |
| 6  | Большое Угрюмово  | деревня                         | ↗36       | Малышевское               |
| 7  | Вихирево          | деревня                         | ↗10       | Чертковское               |
| 8  | Вощиха            | деревня                         | ↘25       | Чертковское               |
| 9  | Высоково          | деревня                         | ↘454      | Новлянское                |
| 10 | Высоково          | посёлок железнодорожной станции | →0        | Новлянское                |
| 11 | Глебово           | деревня                         | ↗11       | Малышевское               |
| 12 | Головино          | деревня                         | ↘0        | Чертковское               |
| 13 | Горицы            | деревня                         | ↘41       | Чертковское               |
| 14 | Губино            | деревня                         | ↗479      | Малышевское               |
| 15 | Гусёк             | деревня                         | ↘5        | Малышевское               |
| 16 | Делово            | деревня                         | ↘65       | Новлянское                |
| 17 | Денисово          | деревня                         | ↘3        | Волосатовское             |
| 18 | Драчёво           | село                            | ↗540      | Малышевское               |
| 19 | Дуброво           | село                            | ↗99       | Новлянское                |
| 20 | Екатериновка      | деревня                         | ↗11       | Чертковское               |
| 21 | Елхи              | деревня                         | →0        | Малышевское               |
| 22 | Есипово           | деревня                         | ↘11       | Чертковское               |
| 23 | Жары              | деревня                         | ↘21       | Малышевское               |
| 24 | Заречье           | деревня                         | ↗44       | Чертковское               |
| 25 | Захарово          | село                            | ↘30       | Малышевское               |
| 26 | Знаменка          | деревня                         | ↘10       | Малышевское               |
| 27 | Ивановская        | деревня                         | ↘110      | Малышевское               |
| 28 | Иваньково         | деревня                         | →9        | Малышевское               |
| 29 | Иваньково         | деревня                         | ↗60       | Чертковское               |
| 30 | Ивонино           | деревня                         | ↗11       | Волосатовское             |
| 31 | Ильинское         | село                            | ↗48       | Волосатовское             |
| 32 | Исаково           | деревня                         | ↘16       | Чертковское               |
| 33 | Карпово           | деревня                         | ↘30       | Малышевское               |
| 34 | Копнино           | деревня                         | ↘363      | Волосатовское             |
| 35 | Корелкино         | деревня                         | →11       | Малышевское               |
| 36 | Костенец          | посёлок                         | ↗265      | Малышевское               |
| 37 | Кочергино         | деревня                         | ↘280      | Малышевское               |
| 38 | Красная Горбатка  | пгт                             | ↗7998     | посёлок Красная Горбатка  |
| 39 | Красная Горка     | деревня                         | ↗17       | Новлянское                |
| 40 | Красная Ушна      | посёлок                         | ↘488      | Малышевское               |
| 41 | Курково           | деревня                         | ↗24       | Чертковское               |
| 42 | Лобаново          | деревня                         | ↗157      | Новлянское                |
| 43 | Лукояниха         | деревня                         | →13       | Волосатовское             |
| 44 | Малое Григорово   | деревня                         | ↘3        | Чертковское               |
| 45 | Малышево          | село                            | ↗810      | Малышевское               |
| 46 | Марьевка          | деревня                         | ↗27       | Малышевское               |
| 47 | Матвеевка         | деревня                         | ↘24       | Волосатовское             |
| 48 | Митрофаново       | деревня                         | ↗23       | Малышевское               |
| 49 | Митяково          | деревня                         | ↗9        | Чертковское               |
| 50 | Мичково           | деревня                         | →0        | Малышевское               |
| 51 | Мокеевка          | деревня                         | ↗5        | Чертковское               |
| 52 | Мокрово           | деревня                         | ↘0        | Чертковское               |
| 53 | Наговицыно        | деревня                         | →2        | Малышевское               |
| 54 | Надеждино         | деревня                         | ↘149      | Чертковское               |
| 55 | Неклюдово         | деревня                         | ↘27       | Малышевское               |
| 56 | Некрасово         | деревня                         | ↗12       | Чертковское               |
| 57 | Николо-Ушна       | деревня                         | ↘45       | Малышевское               |
| 58 | Никулино          | село                            | ↗34       | Малышевское               |
| 59 | Новлянка          | деревня                         | ↘769      | Новлянское                |
| 60 | Новлянка          | посёлок                         | ↘734      | Новлянское                |
| 61 | Новое Бибеево     | деревня                         | ↗18       | Малышевское               |
| 62 | Новый Быт         | посёлок                         | ↗1111     | Волосатовское             |
| 63 | Ознобишино        | деревня                         | ↗21       | Малышевское               |
| 64 | Парижской Коммуны | посёлок                         | ↗1        | Чертковское               |
| 65 | Паршово           | деревня                         | ↘1        | Новлянское                |
| 66 | Первомайский      | посёлок                         | ↘306      | Малышевское               |
| 67 | Переложниково     | деревня                         | ↗422      | Малышевское               |
| 68 | Петровское        | деревня                         | ↗8        | Чертковское               |
| 69 | Пошатово          | деревня                         | ↗12       | Малышевское               |
| 70 | Прибрежная        | деревня                         | ↘0        | Чертковское               |
| 71 | Пчёлкино          | деревня                         | ↘2        | Волосатовское             |
| 72 | Савино            | деревня                         | ↗49       | Малышевское               |
| 73 | Савково           | деревня                         | ↗32       | Малышевское               |
| 74 | Санчугово         | деревня                         | ↗27       | Малышевское               |
| 75 | Святцы            | деревня                         | ↘25       | Малышевское               |
| 76 | Селищи            | деревня                         | ↘19       | Новлянское                |
| 77 | Сеньково          | деревня                         | ↗3        | Волосатовское             |
| 78 | Скалово           | деревня                         | ↘38       | Волосатовское             |
| 79 | Старое Бибеево    | деревня                         | ↘1        | Малышевское               |
| 80 | Таковиха          | деревня                         | ↘1        | Волосатовское             |
| 81 | Теренино          | деревня                         | ↗35       | Чертковское               |
| 82 | Троицко-Колычёво  | деревня                         | ↘7        | Малышевское               |
| 83 | Тучково           | село                            | ↗18       | Волосатовское             |
| 84 | Хвосцово          | деревня                         | ↘31       | Новлянское                |
| 85 | Черновская        | деревня                         | ↗26       | Чертковское               |
| 86 | Чертково          | деревня                         | ↘250      | Чертковское               |
| 87 | Ширяево           | деревня                         | ↗32       | Чертковское               |
| 88 | Шульгино          | деревня                         | ↘58       | Новлянское                |
| 89 | Юромка            | деревня                         | ↘50       | Малышевское               |
| 90 | Ярцево            | деревня                         | ↘20       | Малышевское               |

Упразднённые населённые пункты:
- 1999 год — деревни Гостинино и Рогово[32].

## Экономика
- ОАО «Селивановский машиностроительный завод»,
- ОАО крахмало-паточный завод «Новлянский»,
- стеклозавод «Красная Ушна»

Сельское хозяйство представлено 8 предприятиями, которые специализируются на выращивании картофеля, ржи, пшеницы, овса, ячменя и производстве молока, мяса. Это СПК «Красногорбатский», «Луч», «Губино», «Селивановский», «Надеждинский», «Колпь», «Вперед», «Мир».

## Транспорт
По территории района проходит железнодорожная линия Ковров — Муром, имеется ежедневное пассажирское пригородное сообщение (поезда Ковров — Муром, Муром — Волосатая, Селиваново — Ковров).
Также трасса Р72.
По территории Селивановского района проходит платная автомагистраль М12 «Восток» Москва — Казань — Екатеринбург.

## Культура
Селивановский район, городище Ознобишинское.
Было открыто А. Ф. Дубыниным в 1950 г., тогда же впервые исследовалось на площади 244 кв. м. В верхних слоях были встречены несколько железных пряжек, глиняные пряслица с точечным орнаментом, а также значительное количество фрагментов кухонной и столовой лощеной муромской лепной посуды, на основании чего автор раскопок сделал вывод об использовании городища муромой в постгородецкое время. Горизонт датирован условно.
Дубынин А. Ф. Археологические экспедиции Ивановского государственного педагогического института // Труды Ивановского государственного педагогического института. Т. III. Иваново, 1952. С. 243.
Селивановский район, селище Малышевское.
Было открыто в 1950 г. А. Ф. Дубыниным, тогда же исследовано на площади 70 кв. м. Были зафиксированы остатки одиннадцати наземных деревянных построек с глинобитными печами и подпольными ямами, с прилегающими хозяйственными сооружениями; комплексы тяготели к рядовой планировке. Из находок выделялись глиняные пряслица и железное орудие в форме маленькой лопатки. В керамическом материале преобладали фрагменты муромских лепных и древнерусских гончарных сосудов, встречены также обломки булгарской посуды. Селище датировано X—XI вв.30
Дубынин А. Ф. Ук. соч. С. 249, 250.